# Synagoge (Villé)

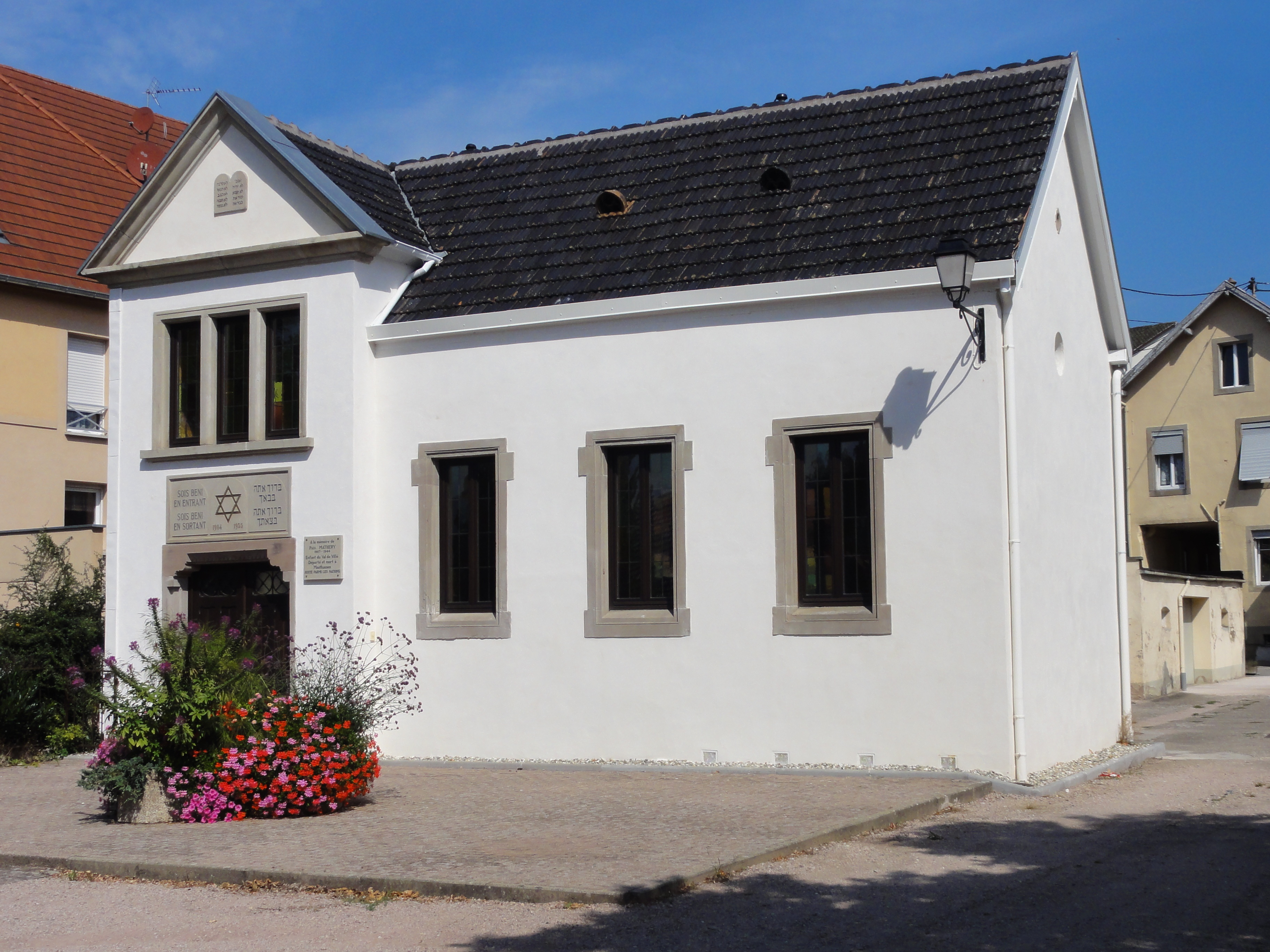
Ansicht im Jahr 2015

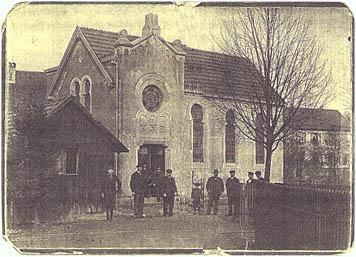
Die Synagoge in Villé kurz nach ihrer Einweihung

Die Synagoge in Villé (deutsch Weiler), einer französischen Gemeinde im Département Bas-Rhin in der Region Grand Est, wurde 1904 errichtet. Die profanierte Synagoge befindet sich an der Place de la Liberté.
Während der deutschen Besatzung im Zweiten Weltkrieg wurde das Gebäude als Lager zweckentfremdet.